# European Challenge Cup 2009-2010
La European Challenge Cup 2009-10 (in inglese 2009-10 European Challenge Cup; in francese Challenge européen 2009-10), per motivi di sponsorizzazione nota anche come Amlin Challenge Cup 2009-10 a seguito di accordo economico con l'assicuratrice britannica Amlin, fu la 14ª edizione della European Challenge Cup, competizione per club di rugby a 15 organizzata da European Rugby Cup come torneo cadetto della Heineken Cup.
Si tenne dall’8 ottobre 2009 al 23 maggio 2010 tra 20 squadre provenienti da 6 federazioni (Francia, Inghilterra, Irlanda, Italia, Romania e Spagna).
Rispetto alle edizioni precedenti, la composizione del torneo variò durante il suo svolgimento, in quanto funse da ripescaggio per le migliori tre squadre non qualificate ai quarti di finale di Heineken Cup: fu proprio una di tali squadre, il Cardiff Rugby, ad aggiudicarsi la competizione battendo in finale i francesi del Tolone per 28 a 21; oltre a vedere la prima squadra del Galles (che dal 2006-07 non mandava più club alla competizione) vincere la Challenge Cup, la finale tenutasi a Marsiglia, in Francia, registrò pure un'affluenza-record di 48 990 spettatori.

## Formula
Dall'edizione 2009-10 European Rugby Cup introdusse una nuova formula di qualificazione alle fasi a eliminazione diretta: fatta salva la suddivisione delle 20 squadre in 5 gironi all'italiana con gare di andata e ritorno, a essere promosse ai quarti di finale furono solo le cinque squadre vincitrici di girone, cui si affiancarono le tre migliori non qualificate ai quarti della Heineken Cup 2009-10.
Alle prime quattro vincitrici di girone della Challenge Cup fu assegnato un seeding da 1 a 4, determinato in base al punteggio conseguito nel girone e, a seguire, le mete segnate e la differenza punti fatti/subiti; con lo stesso criterio di punteggio le tre squadre provenienti dalla Heineken Cup ricevettero il seeding da 5 a 7.
La quinta miglior vincitrice ricevette il seeding numero 8 e dovette affrontare la vincitrice con il seeding numero 1 nei quarti di finale.
Le squadre con il seeding da 1 a 4 disputarono la gara di quarti di finale sul campo interno; nelle semifinali la squadra di casa fu quella con il seeding più alto all'inizio della fase a eliminazione diretta.
La finale si tenne al Vélodrome di Marsiglia.

## Squadre partecipanti
| Girone 1                                                                                          | Girone 2                                                                                            | Girone 3                                                                          | Girone 4                                                                                           | Girone 5                                                                             |
| ------------------------------------------------------------------------------------------------- | --------------------------------------------------------------------------------------------------- | --------------------------------------------------------------------------------- | -------------------------------------------------------------------------------------------------- | ------------------------------------------------------------------------------------ |
| - Bourgoin-Jallieu (Francia) - Leeds Carnegie (Inghilterra) - Parma (Italia) - Bucarest (Romania) | - Montpellier (Francia) - Worcester (Inghilterra) - Connacht (Irlanda) - Olympus XV Madrid (Spagna) | - Castres (Francia) - Tolone (Francia) - Saracens (Inghilterra) - Rovigo (Italia) | - Bayonne (Francia) - Racing Métro 92 (Francia) - London Wasps (Inghilterra) - Rugby Roma (Italia) | - Albi (Francia) - Montauban (Francia) - Newcastle (Inghilterra) - Petrarca (Italia) |

## Fase a gironi

### Girone A
|            | Incontri girone 1           |       |
| ---------- | --------------------------- | ----- |
| 9-10-2009  | Bourgoin-Jallieu — Leeds    | 29–19 |
| 10-10-2009 | Bucarest — Parma            | 21-9  |
| 17-10-2009 | Bucarest — Bourgoin-Jallieu | 19-21 |
| 18-10-2009 | Leeds — Parma               | 32-13 |
| 12-12-2009 | Bucarest — Leeds            | 6-10  |
| 12-12-2009 | Parma — Bourgoin-Jallieu    | 14-9  |
| 17-12-2009 | Bourgoin-Jallieu — Parma    | 31-10 |
| 20-12-2009 | Leeds — Bucarest            | 47-0  |
| 14-1-2010  | Bourgoin-Jallieu — Bucarest | 33-15 |
| 16-1-2010  | Parma — Leeds               | 16-38 |
| 23-1-2010  | Parma — Bucarest            | 16-9  |
| 24-1-2010  | Leeds — Bourgoin-Jallieu    | 9-18  |

#### Classifica
| Pos | Squadra          | G | V | N | P | PF  | PS  | P±  | BP | PT |
| --- | ---------------- | - | - | - | - | --- | --- | --- | -- | -- |
| A1  | Bourgoin-Jallieu | 6 | 5 | 0 | 1 | 141 | 86  | 55  | 3  | 23 |
| A2  | Leeds Carnegie   | 6 | 4 | 0 | 2 | 160 | 82  | 78  | 3  | 19 |
| A3  | Parma            | 6 | 2 | 0 | 4 | 78  | 145 | −67 | 0  | 8  |
| A4  | Bucarest         | 6 | 1 | 0 | 5 | 70  | 136 | −66 | 3  | 7  |

### Girone B
|            | Incontri girone 2               |       |
| ---------- | ------------------------------- | ----- |
| 8-10-2009  | Worcester — Montpellier         | 17-22 |
| 9-10-2009  | Connacht — Olympus XV Madrid    | 46-6  |
| 16-10-2009 | Montpellier — Connacht          | 19-22 |
| 17-10-2009 | Olympus XV Madrid — Worcester   | 5-38  |
| 12-12-2009 | Montpellier — Olympus XV Madrid | 57-24 |
| 12-12-2009 | Worcester — Connacht            | 21-26 |
| 18-12-2009 | Connacht — Worcester            | 19-7  |
| 19-12-2009 | Olympus XV Madrid — Montpellier | 6-42  |
| 15-1-2010  | Connacht — Montpellier          | 20-10 |
| 16-1-2010  | Worcester — Olympus XV Madrid   | 54-3  |
| 22-1-2010  | Montpellier — Worcester         | 8-3   |
| 23-1-2010  | Olympus XV Madrid — Connacht    | 0-66  |

#### Classifica
| Pos | Squadra           | G | V | N | P | PF  | PS  | P±   | BP | PT |
| --- | ----------------- | - | - | - | - | --- | --- | ---- | -- | -- |
| B1  | Connacht          | 6 | 6 | 0 | 0 | 199 | 63  | 136  | 2  | 26 |
| B2  | Montpellier       | 6 | 4 | 0 | 2 | 158 | 92  | 66   | 3  | 19 |
| B3  | Worcester         | 6 | 2 | 0 | 4 | 140 | 83  | 57   | 5  | 13 |
| B4  | Olympus XV Madrid | 6 | 0 | 0 | 6 | 44  | 303 | −259 | 0  | 0  |

### Girone C
|            | Incontri girone 3  |       |
| ---------- | ------------------ | ----- |
| 9-10-2009  | Castres — Tolone   | 17-33 |
| 11-10-2009 | Saracens — Rovigo  | 36-12 |
| 15-10-2009 | Tolone — Saracens  | 31-23 |
| 17-10-2009 | Rovigo — Castres   | 11-76 |
| 11-12-2009 | Castres — Saracens | 9-23  |
| 11-12-2009 | Tolone — Rovigo    | 73-3  |
| 19-12-2009 | Saracens — Castres | 18-14 |
| 20-12-2009 | Rovigo — Tolone    | 7-30  |
| 14-1-2010  | Saracens — Tolone  | 28-9  |
| 15-1-2010  | Castres — Rovigo   | 47-0  |
| 23-1-2010  | Rovigo — Saracens  | 8-56  |
| 23-1-2010  | Tolone — Castres   | 42-10 |

#### Classifica
| Pos | Squadra  | G | V | N | P | PF  | PS  | P±   | BP | PT |
| --- | -------- | - | - | - | - | --- | --- | ---- | -- | -- |
| C1  | Tolone   | 6 | 5 | 0 | 1 | 218 | 88  | 130  | 3  | 23 |
| C2  | Saracens | 6 | 5 | 0 | 1 | 184 | 83  | 101  | 2  | 22 |
| C3  | Castres  | 6 | 2 | 0 | 4 | 173 | 127 | 46   | 3  | 11 |
| C4  | Rovigo   | 6 | 0 | 0 | 6 | 41  | 318 | −277 | 0  | 0  |

### Girone D
|            | Incontri girone 4           |       |
| ---------- | --------------------------- | ----- |
| 9-10-2009  | Bayonne — Rugby Roma        | 61-3  |
| 11-10-2009 | London Wasps — Racing Métro | 18-13 |
| 17-10-2009 | Rugby Roma — London Wasps   | 0-57  |
| 17-10-2009 | Racing Métro — Bayonne      | 16-20 |
| 12-12-2009 | London Wasps — Bayonne      | 22-18 |
| 12-12-2009 | Racing Métro — Rugby Roma   | 62-0  |
| 17-12-2009 | Bayonne — London Wasps      | 3-12  |
| 19-12-2009 | Rugby Roma — Racing Métro   | 3-53  |
| 14-1-2010  | London Wasps — Rugby Roma   | 50-16 |
| 16-1-2010  | Bayonne — Racing Métro      | 27-14 |
| 21-1-2010  | Racing Métro — London Wasps | 19-17 |
| 23-1-2010  | Rugby Roma — Bayonne        | 6-55  |

#### Classifica
| Pos | Squadra         | G | V | N | P | PF  | PS  | P±   | BP | PT |
| --- | --------------- | - | - | - | - | --- | --- | ---- | -- | -- |
| D1  | London Wasps    | 6 | 5 | 0 | 1 | 176 | 69  | 107  | 3  | 23 |
| D2  | Bayonne         | 6 | 4 | 0 | 2 | 184 | 73  | 111  | 3  | 19 |
| D3  | Racing Métro 92 | 6 | 3 | 0 | 3 | 177 | 85  | 92   | 4  | 16 |
| D4  | Rugby Roma      | 6 | 0 | 0 | 6 | 28  | 338 | −310 | 0  | 0  |

### Girone E
|            | Incontri girone 5     |       |
| ---------- | --------------------- | ----- |
| 9-10-2009  | Albi — Montauban      | 7-17  |
| 10-10-2009 | Petrarca — Newcastle  | 27-29 |
| 16-10-2009 | Montauban — Petrarca  | 27-10 |
| 18-10-2009 | Newcastle — Albi      | 45-3  |
| 10-12-2009 | Newcastle — Montauban | 17-6  |
| 12-12-2009 | Petrarca — Albi       | 16-35 |
| 18-12-2009 | Montauban — Newcastle | 24-19 |
| 20-12-2009 | Albi — Petrarca       | 38-16 |
| 15-1-2010  | Albi — Newcastle      | 14-16 |
| 16-1-2010  | Petrarca — Montauban  | 23-31 |
| 22-1-2010  | Montauban — Albi      | 27-20 |
| 22-1-2010  | Newcastle — Petrarca  | 20-3  |

#### Classifica
| Pos | Squadra   | G | V | N | P | PF  | PS  | P±  | BP | PT |
| --- | --------- | - | - | - | - | --- | --- | --- | -- | -- |
| E1  | Newcastle | 6 | 5 | 0 | 1 | 146 | 77  | 69  | 3  | 23 |
| E2  | Montauban | 6 | 5 | 0 | 1 | 132 | 96  | 36  | 1  | 21 |
| E3  | Albi      | 6 | 2 | 0 | 4 | 117 | 137 | −20 | 4  | 12 |
| E4  | Petrarca  | 6 | 0 | 0 | 6 | 95  | 180 | −85 | 1  | 1  |

## Ordine di qualificazione
| Ordine                  | Squadra              | Pt                   | Mt                   | Diff                 |
| Vincitrici di girone    | Vincitrici di girone | Vincitrici di girone | Vincitrici di girone | Vincitrici di girone |
| ----------------------- | -------------------- | -------------------- | -------------------- | -------------------- |
| 1                       | Connacht             | 26                   | 28                   | +136                 |
| 2                       | Tolone               | 23                   | 27                   | +130                 |
| 3                       | London Wasps         | 23                   | 21                   | +108                 |
| 4                       | Newcastle            | 23                   | 16                   | +69                  |
| 8                       | Bourgoin-Jallieu     | 23                   | 15                   | +55                  |
| Seconde classificate HC |                      |                      |                      |                      |
| 5                       | Cardiff Rugby        | 18                   | 14                   | +45                  |
| 6                       | Gloucester           | 17                   | 12                   | -10                  |
| 7                       | Scarlets             | 17                   | 12                   | -31                  |
| —                       |                      |                      |                      |                      |
| —                       |                      |                      |                      |                      |

## Play-off
|  | Quarti di finale | Quarti di finale | Quarti di finale |               |               | Semifinali    | Semifinali | Semifinali |  |  | Finale | Finale | Finale |  |
|  |                  |                  |                  |               |               |               |            |            |  |  |        |        |        |  |
|  | 3                | London Wasps     | 42               |               |               |               |            |            |  |  |        |        |        |  |
|  | 3                | London Wasps     | 42               |               |               |               |            |            |  |  |        |        |        |  |
|  | 6                | Gloucester       | 26               |               |               |               |            |            |  |  |        |        |        |  |
|  | 6                | Gloucester       | 26               |               | London Wasps  | London Wasps  | 15         |            |  |  |        |        |        |  |
|  |                  |                  |                  |               | London Wasps  | London Wasps  | 15         |            |  |  |        |        |        |  |
|  |                  |                  | Cardiff Blues    | Cardiff Blues | 18            |               |            |            |  |  |        |        |        |  |
|  | 4                | Newcastle        | Cardiff Blues    | Cardiff Blues | 18            | 20            |            |            |  |  |        |        |        |  |
|  | 4                | Newcastle        |                  |               |               |               |            |            |  |  |        |        |        |  |
|  | 5                | Cardiff Blues    | 55               |               |               |               |            |            |  |  |        |        |        |  |
|  | 5                | Cardiff Blues    | 55               |               | Cardiff Blues | Cardiff Blues | 28         |            |  |  |        |        |        |  |
|  |                  |                  |                  |               |               |               |            |            |  |  |        |        |        |  |
|  |                  |                  | Tolone           | Tolone        | 21            |               |            |            |  |  |        |        |        |  |
|  | 1                | Connacht         | Tolone           | Tolone        | 21            | 23            |            |            |  |  |        |        |        |  |
|  | 1                | Connacht         |                  |               |               |               |            |            |  |  |        |        |        |  |
|  | 8                | Bourgoin-Jallieu | 20               |               |               |               |            |            |  |  |        |        |        |  |
|  | 8                | Bourgoin-Jallieu | 20               |               | Connacht      | Connacht      | 12         |            |  |  |        |        |        |  |
|  |                  |                  |                  |               | Connacht      | Connacht      | 12         |            |  |  |        |        |        |  |
|  |                  |                  | Tolone           | Tolone        | 19            |               |            |            |  |  |        |        |        |  |
|  | 2                | Tolone           | Tolone           | Tolone        | 19            | 38            |            |            |  |  |        |        |        |  |
|  | 2                | Tolone           |                  |               |               |               |            |            |  |  |        |        |        |  |
|  | 7                | Scarlets         | 12               |               |               |               |            |            |  |  |        |        |        |  |

### Quarti di finale
| Arbitro: | Andrew Small |

|                       |      |                        |
| Swift 17’ Muldoon 36’ | mt   | 30’ Kopelani 58’ Senio |
| Keatley 17’, 36’      | tr   | 30’, 58’ Boyet         |
| Nikora 66’, 73’       | c.p. | 39’, 44’ Boyet         |
| Nikora 79’            | drop |                        |

| Arbitro: | Peter Fitzgibbon |

|                                                               |      |                             |
| Marienval 29’, 41’ Sinzelle 72’ S.B. Williams 76’ Missoup 80’ | mt   |                             |
| Wilkinson 29’, 41’                                            | tr   |                             |
| Wilkinson 9’, 36’, 40’                                        | c.p. | 11’, 23’, 44’, 47’ S. Jones |

| Arbitro: | Christophe Berdos |

|                                             |      |                               |
| Jacobs 6’ Betsen 22’ Varndell 33’, 72’, 80’ | mt   | 25’ Eustace 77’ Sharples      |
| Cipriani 6’, 22’, 33’, 80’                  | tr   | 25’, 77’ N. Robinson          |
| Cipriani 18’, 40’, 43’                      | c.p. | 5’, 10’, 38’, 56’ N. Robinson |

| Arbitro: | Jérôme Garcès |

|                           |      |                                                                              |
| Amesbury 16’ M. Young 66’ | mt   | 8’ Laulala 12’ M. Williams 42’, 58’ Filise 52’ Blair 55’ Roberts 74’ Sweeney |
| Gopperth 16’, 66’         | tr   | 8’, 12’, 42’, 52’, 55’, 58’, 74’ Blair                                       |
| Gopperth 11’, 19’         | c.p. | 32’, 46’ Blair                                                               |

### Semifinali
| Arbitro: | Wayne Barnes |

|                           |      |                              |
|                           | mt   | 40’ M. Kefu                  |
|                           | tr   | 40’ Wilkinson                |
| Keatley 2’, 21’, 37’, 44’ | c.p. | 10’, 19’, 26’, 35’ Wilkinson |

| Arbitro: | Romain Poite |

|                                |      |                              |
|                                | mt   | 28’ Halfpenny 59’ G. Jenkins |
|                                | tr   | 59’ Blair                    |
| Walder 20’, 33’, 35’, 42’, 62’ | c.p. | 40’, 53’ Blair               |

### Finale
| Arbitro: | Alain Rolland |

| |              | |
| Roberts 51’ Halfpenny 65’ B. Davies 69’ | mt           | 36’ S.B. Williams 76’ Sourice |
| Blair 51’, 69’ | tr           | 36’ Wilkinson |
| Halfpenny 7’ Blair 22’, 61’ | c.p.         | 12’, 32’ Wilkinson 56’ May |
| · Blair · Halfpenny · 80’ Laulala · Roberts · Czekaj · Sweeney · Rees · 41’ G. Jenkins (c) · T. Rhys Thomas · 56’ Filise · B. Davies · 51’ D. Jones · Molitika · M. Williams · X. Rush | Formazioni   | · Marienval · Lovobalavu · May · S.B. Williams · Sinzelle 67’ · Wilkinson 46’ · Henjak 56’ · Taumoepeau 56’ · Fitzgerald 56’ · Kubriashvili 41’ · Lozada 56’ · Skeate · v. Niekerk (c) · J.M. Fernández Lobbe · Auelua 69’ |
| · 41’ J. Yapp · 51’ Tito · 56’ Andrews · 80’ D. Hewitt | Sostituzioni | · T. Ryan 41’ · M. Kefu 46’ · Suta 52’ · S. Bruno 56’ · Emmanuelli 56’ · Mignoni 56’ · T. Umaga 67’ · T. Sourice 69’ |
| Dai Young | Allenatori   | Philippe Saint-André |